# Gymnoscelis fernandezi
Gymnoscelis fernandezi är en fjärilsart som beskrevs av Rudolf Pinker och Bacallado 1975. Gymnoscelis fernandezi ingår i släktet Gymnoscelis och familjen mätare. Inga underarter finns listade i Catalogue of Life.